# Back to the Future... The Ride

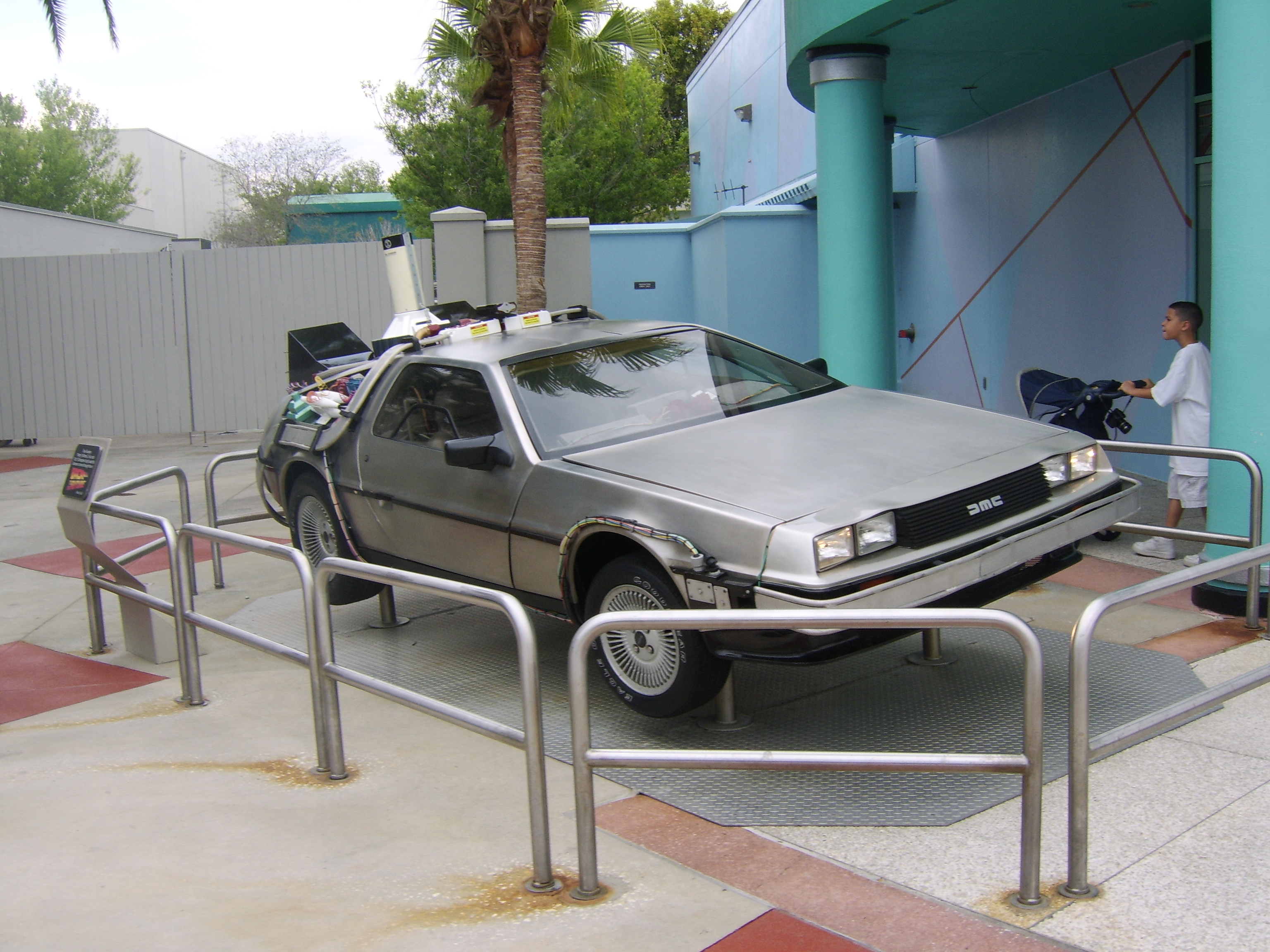
DeLorean DMC-12 przed „The Ride” w Orlando przed zamknięciem w 2007 roku

Back to the Future: The Ride – oparty na trylogii Powrót do przyszłości symulator jazdy w miasteczku Universal Studios. Udział w tej zabawie można wziąć w Universal Studios w Hollywood oraz w Japonii. Ostatnio został on zamknięty w Universal Studios na Florydzie. Historia „The Ride...” koncentruje się wokół pościgu przez czas za Biffem Tannenem.

## Historia
Po raz pierwszy premiera atrakcji miała miejsce 2 maja 1991 w Universal Studios na Florydzie. Później otwarto niemal identyczną 2 czerwca 1993 w Universal Studios w Hollywood, a 31 marca 2001 w Japonii. Oryginalny „The Ride” w Orlando cieszył się niemal szesnastoletnim powodzeniem, aż do ostatecznego zamknięcia 30 marca 2007. Wkrótce planuje się zamknięcie także w Hollywood. O planach zamknięcia „The Ride” na razie nic nie wiadomo.
W miejsce „Back to the Future... The Ride” umieszczona zostanie nowa atrakcja o nazwie The Simpsons Ride oparta na Simpsonach.

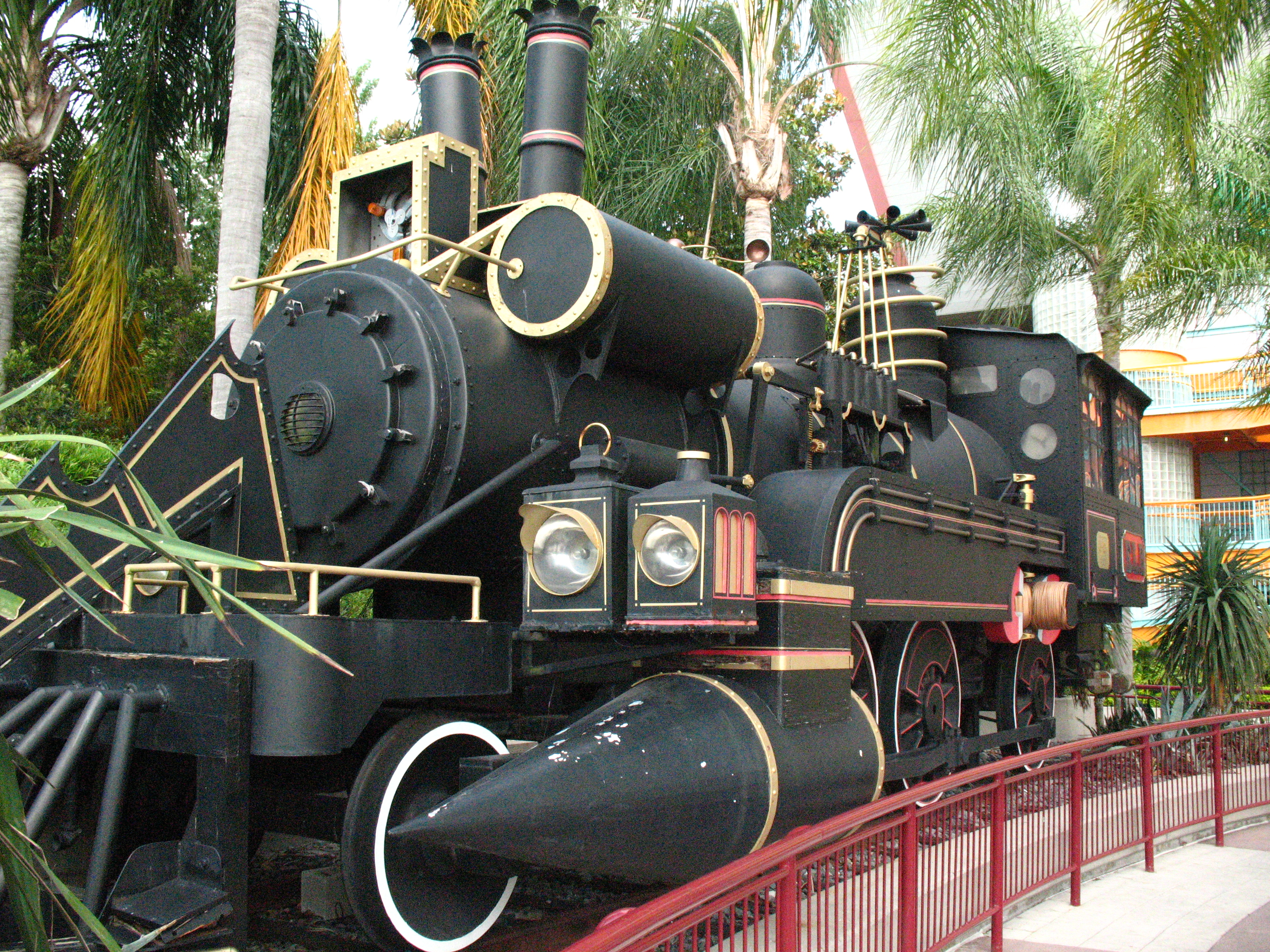
Lokomotywa w Orlando przed budynkiem, w którym odbywa się „The Ride”